# Neonesidea rotunda
Neonesidea rotunda is een mosselkreeftjessoort uit de familie van de Bairdiidae. De wetenschappelijke naam van de soort is voor het eerst geldig gepubliceerd in 2004 door Ramos, Whatley & Coimbra.